# Chlamydojatropha kamerunica
Chlamydojatropha kamerunica är en törelväxtart som beskrevs av Ferdinand Albin Pax och Käthe Hoffmann. Chlamydojatropha kamerunica ingår i släktet Chlamydojatropha och familjen törelväxter. Inga underarter finns listade i Catalogue of Life.